# Massacre de Souhane

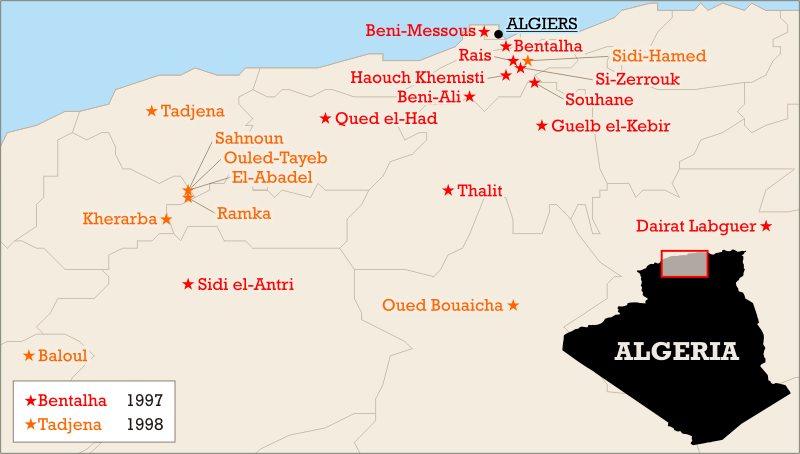
Carte des massacres ayant eu lieu en Algérie entre 1997 et 1998.

Le massacre de Souhane (en berbère : ⵜⵉⵎⵏⵖⵉⵡⵉⵏ ⵏ ⵉⵚⵓⵃⴰⵏ Timnɣiwin n Iṣuḥan) a eu lieu dans la petite ville de montagne de Souhane à environ 25 km au sud d'Alger, entre Larbaâ et Tablat durant la nuit du 20 au 21 août 1997.
Soixante-quatre personnes ont été tuées, et quinze femmes enlevées. La terreur résultant a provoqué un exode massif, portant la population de la ville de 4 000 habitants à seulement 103 en 2002.
À plus petite échelle, un autre massacre y a eu lieu le 27 novembre 1997, dix-huit hommes, trois femmes et quatre enfants y ont été tués. Les massacres ont été imputés à des groupes islamistes comme le GIA.